# RTK 1
RTK 1 (alb. Radio Televizioni i Kosovës 1) – pierwszy kanał kosowskiego nadawcy publicznego Radio Televizioni i Kosovës (RTK).